# Gran Premio d'Ungheria 2001
Il Gran Premio d'Ungheria 2001 è stato un Gran Premio di Formula 1 disputato il 19 agosto 2001 sul circuito Hungaroring, a Budapest. La gara fu vinta da Michael Schumacher su Ferrari, davanti al compagno di squadra Rubens Barrichello e a David Coulthard su McLaren - Mercedes. Il pilota tedesco, oltre ad aggiudicarsi matematicamente il quarto Titolo Piloti in carriera con quattro gare di anticipo rispetto alla fine della stagione, eguagliò anche il record di 51 vittorie in Formula 1 detenuto fino a quel momento da Alain Prost.

## Vigilia

### Aspetti sportivi
La Jordan ingaggiò per le ultime cinque gare della stagione Jean Alesi, che aveva corso fino al Gran Premio precedente al volante della Prost. Il suo posto nella scuderia francese fu preso da Frentzen, che si accordò con la squadra solo pochi giorni prima della gara ungherese. Il pilota tedesco avrebbe partecipato ai Gran Premi rimanenti senza percepire un compenso dalla Prost.
Cominciarono a circolare voci su un possibile accordo tra la McLaren e Kimi Räikkönen, con quest'ultimo indicato come successore di Mika Häkkinen nel team inglese già dall'anno seguente.

### Aspetti tecnici
Durante la pausa di tre settimane dal precedente Gran Premio di Germania le scuderie prepararono diverse novità tecniche per le proprie monoposto. Particolarmente attive furono Williams e Jordan: la prima introdusse un nuovo cofano motore, caratterizzato nella parte posteriore da un profilo alare aggiuntivo, mentre la seconda portò in pista una versione profondamente rivista della propria vettura, con una carrozzeria più rastremata nella parte posteriore e un nuovo alettone anteriore. La Benetton tornò ad utilizzare un alettone anteriore più tradizionale dopo aver disputato le gare precedenti con un musetto caratterizzato dai supporti dell'alettone a forma di V rovesciata, mentre la Ferrari montò sulle F2001 un nuovo alettone posteriore, modificato rispetto al precedente soprattutto nella zona di attacco al supporto.
La Minardi, infine, portò in pista un nuovo cambio in fusione di titanio, soluzione adottata da entrambe le vetture in qualifica, ma mantenuta dal solo Marques in gara.

## Prove libere
Nella prima sessione di prove di venerdì i risultati furono i seguenti:
| Pos | No | Pilota             | Costruttore        | Tempo    |
| --- | -- | ------------------ | ------------------ | -------- |
| 1   | 1  | Michael Schumacher | Ferrari            | 1'16"995 |
| 2   | 2  | Rubens Barrichello | Ferrari            | 1'17"290 |
| 3   | 3  | Mika Häkkinen      | McLaren - Mercedes | 1'17"606 |

Nella seconda sessione di prove di venerdì i risultati furono i seguenti:
| Pos | No | Pilota             | Costruttore        | Tempo    |
| --- | -- | ------------------ | ------------------ | -------- |
| 1   | 1  | Michael Schumacher | Ferrari            | 1'16"651 |
| 2   | 2  | Rubens Barrichello | Ferrari            | 1'16"734 |
| 3   | 3  | Mika Häkkinen      | McLaren - Mercedes | 1'16"789 |

Nella sessione di prove di sabato mattina i risultati furono i seguenti:
| Pos | No | Pilota             | Costruttore        | Tempo    |
| --- | -- | ------------------ | ------------------ | -------- |
| 1   | 4  | David Coulthard    | McLaren - Mercedes | 1'15"263 |
| 2   | 1  | Michael Schumacher | Ferrari            | 1'15"466 |
| 3   | 2  | Rubens Barrichello | Ferrari            | 1'15"650 |

## Qualifiche

### Resoconto
Michael Schumacher dominò le qualifiche, battendo il record del tracciato, che apparteneva a Prost dal 1993, e infliggendo oltre otto decimi di distacco al secondo classificato, Coulthard. Barrichello fece segnare il terzo tempo, precedendo Ralf Schumacher, Trulli, ancora una volta capace, in qualifica, di inserirsi tra i piloti dei top team, Häkkinen, Heidfeld e Montoya. Nelle ultime file dello schieramento, Frentzen inflisse oltre un secondo di distacco al nuovo compagno di squadra Burti, mentre Alonso ripeté gli exploit di inizio stagione piazzando la sua Minardi in diciottesima posizione, davanti a entrambe le Arrows.

### Risultati
| Pos | No | Pilota                | Costruttore        | Pneumatici | Tempo    | Distacco |
| --- | -- | --------------------- | ------------------ | ---------- | -------- | -------- |
| 1   | 1  | Michael Schumacher    | Ferrari            | B          | 1'14"059 |          |
| 2   | 4  | David Coulthard       | McLaren - Mercedes | B          | 1'14"860 | +0"801   |
| 3   | 2  | Rubens Barrichello    | Ferrari            | B          | 1'14"953 | +0"894   |
| 4   | 5  | Ralf Schumacher       | Williams - BMW     | M          | 1'15"095 | +1"036   |
| 5   | 11 | Jarno Trulli          | Jordan - Honda     | B          | 1'15"394 | +1"345   |
| 6   | 3  | Mika Häkkinen         | McLaren - Mercedes | B          | 1'15"411 | +1"352   |
| 7   | 16 | Nick Heidfeld         | Sauber - Petronas  | B          | 1'15"739 | +1"680   |
| 8   | 6  | Juan Pablo Montoya    | Williams - BMW     | M          | 1'15"881 | +1"832   |
| 9   | 17 | Kimi Räikkönen        | Sauber - Petronas  | B          | 1'15"906 | +1"847   |
| 10  | 10 | Jacques Villeneuve    | BAR - Honda        | B          | 1'16"212 | +2"053   |
| 11  | 9  | Olivier Panis         | BAR - Honda        | B          | 1'16"382 | +2"323   |
| 12  | 12 | Jean Alesi            | Jordan - Honda     | B          | 1'16"471 | +2"412   |
| 13  | 19 | Pedro de la Rosa      | Jaguar - Cosworth  | M          | 1'16"543 | +2"484   |
| 14  | 18 | Eddie Irvine          | Jaguar - Cosworth  | M          | 1'16"607 | +2"548   |
| 15  | 7  | Giancarlo Fisichella  | Benetton - Renault | M          | 1'16"632 | +2"573   |
| 16  | 22 | Heinz-Harald Frentzen | Prost - Acer       | M          | 1'17"196 | +3"137   |
| 17  | 8  | Jenson Button         | Benetton - Renault | M          | 1'17"535 | +3"476   |
| 18  | 21 | Fernando Alonso       | Minardi - European | M          | 1'17"624 | +3"565   |
| 19  | 23 | Luciano Burti         | Prost - Acer       | M          | 1'18"238 | +4"179   |
| 20  | 15 | Enrique Bernoldi      | Arrows - Asiatech  | B          | 1'18"258 | +4"199   |
| 21  | 14 | Jos Verstappen        | Arrows - Asiatech  | B          | 1'18"389 | +4"330   |
| 22  | 20 | Tarso Marques         | Minardi - European | M          | 1'19"139 | +5"080   |

## Warm up
Nel warm up di domenica mattina i migliori tempi furono i seguenti:
| Pos | No | Pilota             | Costruttore        | Tempo    |
| --- | -- | ------------------ | ------------------ | -------- |
| 1   | 4  | David Coulthard    | McLaren - Mercedes | 1'16"915 |
| 2   | 1  | Michael Schumacher | Ferrari            | 1'17"338 |
| 3   | 2  | Rubens Barrichello | Ferrari            | 1'17"360 |

## Gara

### Resoconto
Al via scattarono bene le due Ferrari, con Michael Schumacher che mantenne la prima posizione e Barrichello che si inserì alle sue spalle sopravanzando Coulthard, seguito da Ralf Schumacher, Trulli, Häkkinen, Heidfeld e Montoya. Dietro ai primi la situazione rimase invariata, con l'unica eccezione del ritiro di Irvine, che uscì di pista nel tentativo di resistere ad un attacco portatogli da Fisichella. A causa delle caratteristiche del tracciato, sprovvisto di zone adatte a cercare un sorpasso, nella prima parte di gara non ci furono praticamente scambi di posizione, escludendo alcuni ritiri dovuti ad uscite di pista e il sorpasso di Alesi su de la Rosa per la dodicesima posizione. Häkkinen rimase bloccato dietro a Trulli fino alla prima serie di rifornimenti, quando l'italiano, rallentato da un inconveniente ai box, fu costretto a dargli strada. Sempre sfruttando i rifornimenti Coulthard ebbe la meglio su Barrichello: i due effettuarono il primo pit stop rispettivamente al trentaduesimo e al trentunesimo passaggio e il pilota scozzese sfruttò il giro a pista libera per rientrare sul tracciato davanti al rivale.
Non ci furono avvenimenti di rilievo fino alla seconda serie di soste ai box, quando Barrichello riguadagnò la seconda posizione ai danni di Coulthard. Il pilota scozzese rimase vicino al rivale fino al traguardo, senza però riuscire a sopravanzarlo. Nel tentativo di guadagnare la quarta posizione, la McLaren cambiò la tattica prevista per Häkkinen, abbreviando il primo rifornimento e prevedendone un terzo a poche tornate dal termine. Il pilota finlandese fece segnare anche il giro più veloce in gara, ma una volta raggiunto Ralf Schumacher non fu in grado di sorpassarlo, dovendosi accontentare del quinto posto. L'ultimo punto a disposizione fu conquistato da Heidfeld.
Grazie a questa vittoria Michael Schumacher si aggiudicò matematicamente il titolo mondiale piloti, il secondo consecutivo ed il quarto in carriera. Il pilota tedesco raggiunse Alain Prost al secondo posto nella graduatoria dei piloti più titolati di sempre, eguagliando il record di 51 vittorie in carriera che apparteneva allo stesso Prost. Anche la Ferrari si laureò con largo anticipo campione del mondo costruttori.

### Risultati
| Pos      | No | Pilota                | Costruttore        | Pneumatici | Giri | Tempo/Ritiro e posizione al ritiro | Partenza | Punti |
| -------- | -- | --------------------- | ------------------ | ---------- | ---- | ---------------------------------- | -------- | ----- |
| 1        | 1  | Michael Schumacher    | Ferrari            | B          | 77   | 1h41'49"675                        | 1        | 10    |
| 2        | 2  | Rubens Barrichello    | Ferrari            | B          | 77   | +3"363                             | 3        | 6     |
| 3        | 4  | David Coulthard       | McLaren - Mercedes | B          | 77   | +3"940                             | 2        | 4     |
| 4        | 5  | Ralf Schumacher       | Williams - BMW     | M          | 77   | +49"687                            | 4        | 3     |
| 5        | 3  | Mika Häkkinen         | McLaren - Mercedes | B          | 77   | +1'10"293                          | 6        | 2     |
| 6        | 16 | Nick Heidfeld         | Sauber - Petronas  | B          | 76   | +1 giro                            | 7        | 1     |
| 7        | 17 | Kimi Räikkönen        | Sauber - Petronas  | B          | 76   | +1 giro                            | 9        |       |
| 8        | 6  | Juan Pablo Montoya    | Williams - BMW     | M          | 76   | +1 giro                            | 8        |       |
| 9        | 10 | Jacques Villeneuve    | BAR - Honda        | B          | 75   | +2 giri                            | 10       |       |
| 10       | 12 | Jean Alesi            | Jordan - Honda     | B          | 75   | +2 giri                            | 12       |       |
| 11       | 19 | Pedro de la Rosa      | Jaguar - Ford      | M          | 75   | +2 giri                            | 13       |       |
| 12       | 14 | Jos Verstappen        | Arrows - Asiatech  | B          | 74   | +3 giri                            | 21       |       |
| Ritirato | 7  | Giancarlo Fisichella  | Benetton - Renault | M          | 67   | Motore (12°)                       | 15       |       |
| Ritirato | 22 | Heinz-Harald Frentzen | Prost - Acer       | M          | 63   | Testacoda (13°)                    | 16       |       |
| Ritirato | 20 | Tarso Marques         | Minardi - European | M          | 63   | Motore (15°)                       | 22       |       |
| Ritirato | 9  | Olivier Panis         | BAR - Honda        | B          | 58   | Impianto elettrico (16°)           | 11       |       |
| Ritirato | 11 | Jarno Trulli          | Jordan - Honda     | B          | 53   | Impianto idraulico (10°)           | 5        |       |
| Ritirato | 21 | Fernando Alonso       | Minardi - European | M          | 37   | Testacoda (17°)                    | 18       |       |
| Ritirato | 8  | Jenson Button         | Benetton - Renault | M          | 34   | Testacoda (17°)                    | 17       |       |
| Ritirato | 15 | Enrique Bernoldi      | Arrows - Asiatech  | B          | 11   | Testacoda (17°)                    | 20       |       |
| Ritirato | 23 | Luciano Burti         | Prost - Acer       | M          | 8    | Testacoda (18°)                    | 19       |       |
| Ritirato | 18 | Eddie Irvine          | Jaguar - Ford      | M          | 0    | Testacoda                          | 14       |       |

## Classifiche

### Piloti
| Pos. | Pilota                | Punti |
| ---- | --------------------- | ----- |
| 1    | Michael Schumacher    | 94    |
| 2    | David Coulthard       | 51    |
| 3    | Rubens Barrichello    | 46    |
| 4    | Ralf Schumacher       | 44    |
| 5    | Mika Häkkinen         | 21    |
| 6    | Juan Pablo Montoya    | 15    |
| 7    | Nick Heidfeld         | 11    |
| 7    | Jacques Villeneuve    | 11    |
| 9    | Kimi Räikkönen        | 9     |
| 9    | Jarno Trulli          | 9     |
| 11   | Heinz-Harald Frentzen | 6     |
| 12   | Olivier Panis         | 5     |
| 13   | Eddie Irvine          | 4     |
| 13   | Giancarlo Fisichella  | 4     |
| 13   | Jean Alesi            | 4     |
| 16   | Jenson Button         | 2     |
| 17   | Pedro de la Rosa      | 1     |
| 17   | Jos Verstappen        | 1     |

### Costruttori
| Pos. | Team               | Punti |
| ---- | ------------------ | ----- |
| 1    | Ferrari            | 140   |
| 2    | McLaren - Mercedes | 72    |
| 3    | Williams - BMW     | 59    |
| 4    | Sauber - Petronas  | 20    |
| 5    | BAR - Honda        | 16    |
| 6    | Jordan - Honda     | 15    |
| 7    | Benetton - Renault | 6     |
| 8    | Jaguar - Ford      | 5     |
| 9    | Prost - Acer       | 4     |
| 10   | Arrows - Asiatech  | 1     |